# 伍爱群
伍爱群（1969年10月—），男，汉族，中华人民共和国政治人物。现任同济大学城市风险管理研究院副院长，上海航天信息科技研究院院长。第十四届全国政协委员。